# همسر آن شب
همسر آن شب (انگلیسی: That Night's Wife) یک فیلم درام ژاپنی به کارگردانی یاسوجیرو اوزو است که در سال ۱۹۵۰ منتشر شد.

## گزیدهٔ بازیگران
- میتسوکو ایچیمورا[۶]
- توکی‌هیکو اوکادا
- چیشو ریو[۷]
- تاتسو سائیتو[۸]
- امیکو یاگومو
- توگو یاماموتو[۹]